# Geisweider Friedhof
Der Geisweider Friedhof ist ein Friedhof im nördlichen Stadtteil Geisweid von Siegen.
Im von der regionalen metallverarbeitenden Industrie geprägten Stadtteil Geisweid liegt der Friedhof an der Wartburgstraße, mit Blick auf die Geisweider Schlackehalden und die Stahlwerke.
Das Gelände, auf dem sich auch eine Friedhofskapelle befindet, ist 68.000 Quadratmeter groß und besteht aus 7.500 Gräbern. Im Jahr finden etwa 130 Bestattungen statt. Am Rand des Friedhofes liegt eine Anlage zum Gedenken an die Opfer des Ersten und Zweiten Weltkrieges.

Geisweider Friedhof, Ehrenmal zum Gedenken der Gefallenen beider Weltkriege
Geisweider Friedhof, Aussicht auf Schlackehalde
Geisweider Friedhof, Übersicht

Koordinaten: 50° 55′ 8,5″ N, 8° 0′ 29,5″ O